# Theodor Friedrich Ludwig Nees von Esenbeck
Theodor Friedrich Ludwig Nees von Esenbeck (Reichelsheim, 26 luglio 1787 – Hyères, 12 dicembre 1837) è stato un botanico, farmacista e farmacologo tedesco.

## Biografia
Fratello minore del botanico Christian Gottfried Daniel Nees von Esenbeck (1776-1858), è vissuto in campagna fino all'età di 18 anni. Nel settembre 1805 venne accolto nella farmacia di Wilhelm Martius a Erlangen; nel 1811 si trasferì a Basilea per lavorare come farmacista nel laboratorio "Goldenen Apotheke" della famiglia Bernoulli. Contemporaneamente si dedicava alla botanica, fece molti viaggi di studio e divenne un buon conoscitore delle piante, non solo di quelle officinali.
Nel 1816 vinse un concorso per una farmacia ad Hanau. Qui fece amicizia con lo zoologo Heinrich Kuhl, che gli fece ottenere nel 1817 un incarico all'Università di Leida come lettore di Botanica. L'anno successivo il botanico Sebald Justinus Brugmans gli offrì l'incarico di ispettore dell'orto botanico di Leida che Ness accettò senza esitare. Dopo aver conseguito il dottorato in botanica a Leida (16 ottobre 1818), nel 1819 venne chiamato come professore di botanica all'Università di Bonn. A Bonn fondò e diresse il locale orto botanico. A partire dal 1830 ebbe come collega all'Università di Bonn Ludolph Christian Treviranus, con cui condivise la direzione dell'orto botanico.
Ammalato di tisi polmonare, morì in una località della Costa Azzurra nella quale si era recato con la speranza di arrestare la malattia.

## Riconoscimenti
Il botanico Carl Ludwig Blume ha attribuito in suo onore il nome Neesia a un genere di piante appartenente alla famiglia delle Bombacaceae (secondo la classificazione classica) o delle Malvaceae (secondo la classificazione filogenetica).

## Opere
È autore di numerosi trattati, fra cui si ricordano:
- Theodor Friedrich Ludwig Nees von Esenbeck, Plantae officinales, oder Sammlung officineller Pflanzen, Düsseldorf, Arnz & Comp, 1821.

- Theodor Friedrich Ludwig Nees von Esenbeck, Plantae medicinales, Düsseldorf, Arnz & Comp, 1833.

- Theodor Friedrich Ludwig Nees von Esenbeck, Plantarum monocotyledonearum. 1, Gramineae; auctore Theod. Frid. Lud. Nees ab Esenbeck ; post auctoris mortem absolverunt Aloisius Putterlick et Stephanus Endlicher, Bonnae, Henry & Cohen, 1843.

- Theodor Friedrich Ludwig Nees von Esenbeck, Plantarum monocotyledonearum. 2, Cyperaceae, Helobiae, Coronariae, auctore Theod. Frid. Lud. Nees ab Esenbeck, Bonnae, Henry & Cohen, 1843.

- Theodor Friedrich Ludwig Nees von Esenbeck, Plantarum monocotyledonearum. 3, Families Dioscoridearum, Amaryllidearum, Iridearum, Orchidearum, Palmarum, Aroidearum, Najadearum, Hydrocharidearum, auctore Theod. Frid. Lud. Nees ab Esenbeck, Bonnae, Henry & Cohen, 1845.

- Theodor Friedrich Ludwig Nees von Esenbeck, Plantarum dicotyledonearum. 1, Monochlamydeae, Bonnae, Henry & Cohen, 1835.

- Theodor Friedrich Ludwig Nees von Esenbeck, Plantarum dicotyledonearum. 2, Gamopetalae; Theod. Frid. Lud. Nees ab Esenbeck ; post auctoris mortem absolverunt Aloysius Putterlick et Stephanus Endlicher, Bonnae, Henry & Cohen, 1845.

- Theodor Friedrich Ludwig Nees von Esenbeck, Das System der Pilze; durch Beschreibungen und Abbildungen erlautert, Bonn, A. Henry, 1837. URL consultato l'11 gennaio 2008.

- Theodor Friedrich Ludwig Nees von Esenbeck, Genera plantarum florae Germanicae iconibus et descriptionibus illustrata, Bonnae, Henry & Cohen, 1833.

- Theodor Friedrich Ludwig Nees von Esenbeck, Plantarum nonnullarum mycetoidearum in horto medico Bonnensi observatorum, evolutio, iconibus et descriptionibus illustrata, scripsit Th. Fr. Lud. Nees ab Esenbeck, Bonn, s.n., 1831.

- Theodor Friedrich Ludwig Nees von Esenbeck, Handbuch der medicinisch-pharmaceutischen Botanik nach den naturlichen Familien des Gewachsreiches; bearbeitet von Th. Fr. Ludw. Nees v. Esenbeck und Carl Heinrich Ebermaier, Düsseldorf, Arnz & Comp, 1831.

- Theodor Friedrich Ludwig Nees von Esenbeck, Sammlung schön blühender Gewächse in lithographierten Abbildungen, für Blumen- und Gartenfreunde, Düsseldorf, Arnz & Comp, 1825.==Note==2